# LSD: Dream Emulator
LSD: Dream Emulator (с англ. — «ЛСД: Эмулятор сна») — компьютерная игра в жанре квест с видом от первого лица, разработанная и изданная Asmik Ace Entertainment для PlayStation. Она была создана японским художником Осаму Сато, который решил отказаться от традиционного формата игр и хотел использовать PlayStation в качестве средства для создания современного искусства. Концепция проекта основана на дневнике сновидений, который сотрудник Asmik Ace вёл более десяти лет.
Игра была выпущена ограниченным тиражом в Японии 22 октября 1998 года вместе с саундтреком и книгой, состоящей из отрывков из дневника. LSD оставалась безвестной, но из-за своей эксцентричности игра стала популярной среди летсплейеров. Проект был перевыпущен в PlayStation Store в 2010 году. Критики назвали её одной из самых экспериментальных и странных видеоигр всех времён.

## Игровой процесс

Сюрреалистическая среда, представленная в LSD: Dream Emulator

Разработчики описывают LSD: Dream Emulator как игру в жанре квест, однако некоторые издания причисляют её к хоррор-играм. LSD была описана как «сон, в который можно играть». Игрок исследует сюрреалистическую среду без каких-либо целей. В LSD: Dream Emulator представлены разные локации, включая японскую деревню, поле, город, дома, фабрику и другие. Игровой процесс происходит от первого лица. LSD состоит из уровней продолжительностью до десяти минут. Игрок начинает каждый сон в случайной области и может свободно исследовать уровень. Войдя в любой объект или пройдя через определённые туннели, он перенесётся в другое место. В то время как окружающая среда статична, текстуры иногда меняются местами и могут быть заполнены случайными объектами, животными и персонажами. Каждый сон заканчивается через десять минут, по истечении которых персонаж просыпается. Завершить уровень можно раньше, если игрок взаимодействует с определёнными объектами или умирает. Всего в LSD: Dream Emulator представлено 48 снов.
После каждого уровня в игре проходит один день, и только что увиденный сон отмечается на графике, на котором также содержится информация о том, насколько сновидение было динамичным. По мере того как игрок воспроизводит всё больше и больше уровней, игра добавляет больше разнообразия, чаще меняя текстуры. Это приводит к тому, что со временем окружающая среда становится всё более сюрреалистичной и психоделической. Иногда при запуске нового сна воспроизводится кат-сцена. Через несколько игровых дней в главном меню появляется опция «воспоминания», которая позволяет игроку увидеть сокращённую версию последнего сна, в который он играл. На некоторых уровнях может появляться серая гуманоидная фигура, прикосновение к которой сбрасывает прогресс уровня и отбирает у игрока опцию «воспоминаний».

## Разработка
LSD был придуман Осаму Сато, японским мультимедийным художником. Он начал свою художественную карьеру с фотографирования и написания музыки в 1980-х годах, а в 1990-х занялся цифровым графическим дизайном и компьютерным искусством. Сато начал экспериментировать с технологией CD-ROM, создавая мультипликационные интерактивные 3D-видео. Хотя эти проекты напоминали видеоигры, намерением Сато было использовать консоли как средство создания произведений современного искусства. Первый такой проект был профинансирован Sony Music Entertainment Japan и выпущен в 1994 году под названием Eastern Mind: The Lost Souls of Tong Nou. Поскольку он вышел в Соединённых Штатах Америки и получил несколько наград, Сато смог найти финансирование для своего следующего проекта, которым впоследствии стал LSD.
Сато по-прежнему хотел использовать игровую консоль как средство для создания произведений искусства и музыки. Он выбрал PlayStation, потому что чувствовал, что Sony уже использует сложные концепции, в то время как Sega и Nintendo более известны играми для детей. Сато придумал LSD после того, как поиграл в гоночные игры: они казались ему сложными и скучными, поскольку Осаму не был опытным игроком, и поэтому представил себе возможность разбить машину о стену и перенести игрока в другое измерение. Он думал, что это будет более интересно для таких игроков, как он, неопытных в других играх. Отсюда у него появилась идея создать воображаемый мир с такой же иррациональностью и легко забываемой природой, как и сны. Он не ставил перед игрой никаких целей, потому что, по его словам, они не важны в видеоиграх, ведь даже естественное человеческое существование не может быть сведено к простым целям. В качестве вдохновения Сато черпал идеи из дневника сновидений, написанного Хироко Нисикавой, геймдизайнером Asmik Ace Entertainment, который вёл его около десяти лет.
Поскольку Сато также является музыкантом, он написал саундтрек к игре, используя сэмплы для создания около 500 музыкальных паттернов. Осаму считал, что этот подход, в отличие от полных затяжных мелодий, напоминал хаотичность снов. На него особенно повлияла музыка, выпущенная английским звукозаписывающим лейблом Warp Records. Первоначально он собирался включить больше пентатонических гамм и мелодий, чтобы придать игре азиатский колорит, но понял, что в этом нет необходимости, увидев международный успех японских продюсеров, таких как Кэн Исии. Название LSD является отсылкой к одноимённому препарату, диэтиламиду лизергиновой кислоты. Аббревиатура не получила в игре однозначного толкования. Джордан Пирсон из журнала Vice считает, что LSD расшифровывается как «In Linking, the Sapient Dream»: эта фраза появляется во вступительном ролике игры. Сато считает, что аббревиатура символизирует хаос и путаницу снов.

## Выпуск
Игра была выпущена в Японии 22 октября 1998 года. Сато надеялся на релиз в США, как и в случае с Eastern Mind, но он не состоялся. Было продано несколько копий LSD, и теперь его редко можно найти на вторичных рынках, поскольку он продаётся по высоким ценам. Игра была повторно выпущена в японском магазине PlayStation Store 11 августа 2010 года для PlayStation 3 и PlayStation Portable. LSD вышла в виде набора ограниченного тиража, который поставлялся с бонусным компакт-диском под названием Lucy in the Sky with Dynamites и книгой Lovely Sweet Dream. Компакт-диск содержит около часа техно-музыки, а книга состоит из отрывков дневника сновидений Нисикавы. Вместе с игрой был выпущен сборник саундтреков на двух дисках под названием LSD and Remixes. В нём представлены ремиксы от Кэна Исии, Джими Тенора, µ-Ziq, Моргана Гейста и других исполнителей.

## Успех и наследие
LSD: Dream Emulator после выпуска быстро стал безвестным из-за ограниченного выпуска и эксцентричного содержания, но в последующие годы он приобрёл популярность. Причина растущего интереса западной публики спустя годы после выхода остаётся для Сато загадкой. Motherboard написали, что её популярность связана с развитием Интернета, в первую очередь из-за появления игры в юмористических блогах, таких как Cracked.com и летсплееров на YouTube. В Hardcore Gaming 101 считают, что популярность LSD является свидетельством потребительского спроса на галлюциногенные и экспериментальные игры. Достаточное количество людей связалось с Sony по поводу игры, и они повторно выпустили его в японском магазине PlayStation Network в 2010 году, что вызвало ещё больший интерес. Сато заметил, что молодые зрители посещают его художественные выставки, потому что узнали о нём из-за популярности LSD в Интернете. Английская инди-рок-группа Alt-J получила разрешение непосредственно от Сато на использование скриншота из LSD для обложки своего студийного альбома Relaxer (2017).
В 2011 году началась разработка фанатского неофициального ремейка, сделанного на движке Unity для персональных компьютеров, общедоступная альфа-версия которого стала доступна в 2014 году. Любительский перевод на английский язык был выпущен в 2020 году.
Тактический шутер от первого лица Cruelty Squad, выпущенный 4 января 2021 года, известен своей сюрреалистичной эстетикой, вдохновлённой LSD: Dream Emulator и Super Mario 64.
14 февраля 2022 года вышла демоверсия квеста с видом от третьего лица Perlin Festival: в ней представлена сюрреалистичная среда, вдохновлённая LSD: Dream Emulator.

## Оценки
| Иноязычные издания | Иноязычные издания |
| Издание            | Оценка             |
| ------------------ | ------------------ |
| IMDb               | [ 21 ]             |
| Niche Gamer        | [ 22 ]             |

Издание Screen Rant считает LSD «самой странной игрой для PlayStation». Kill Screen назвал её «одной из самых нервирующих и непредсказуемых странных видеоигр, когда-либо созданных». В Red Bull Music Academy сказали, что это одна из самых «экспериментальных игр» во всей индустрии. Александра Холл из Kotaku назвала LSD: Dream Emulator культовым, сказав, что проект «является символом волны суперкреативных японских игр для PlayStation, которые расширяли границы устоявшихся жанров в середине-конце 90-х годов». Журнал WhatCulture поместил его на 9 место в списке игр, способных «запутаться с разумом» игрока. Веб-сайт GameRevolution включил проект в топ-10 «лучших игр для людей, кто курит или пьёт». Рецензент Niche Gamer хорошо отозвался о «пропитанности интригой и загадочным очарованием» и «почти бесконечных сюрреалистических видениях» игры, однако добавил, что «LSD: Dream Emulator более привлекателен в концепции, чем на практике».